# Pomnik Sigmunda Freuda w Příborze
Pomnik Sigmunda Freuda w Příborze (czes. Památník Sigmunda Freuda) – pomnik zlokalizowany w Příborze, mieście urodzenia Sigmunda Freuda, zlokalizowany przy ul. Karla Čapka róg Jiczyńskiej, w parku, na tyłach ratusza.
Kilka tablic upamiętniających naukowca wieszano kolejno na jego domu rodzinnym przy ul. Zámečnickiej 117 (pierwsza zawisła w 1931). Pomnik odsłonięto 4 października 1969, pierwotnie na ul. Jiczyńskiej. Było to związane z otwarciem w dawnym kolegium pijarskim Muzeum Regionalnego z Izbą Pamięci Sigmunda Freuda. Autorami monumentu byli rzeźbiarz František Navrátil i inż. Zdeněk Makovský z Brna. Po przebudowie jednego z domów przy ul. Jiczyńskiej pomnik przeniesiono do centrum miasta, w obecne miejsce. Stało się to 24 września 1994. 22 lutego 1990 rynek w Příborze przemianowano na plac Sigmunda Freuda, a 2 września 1994 Sigmund Freud stał się honorowym obywatelem miasta.
Obiekt złożony jest z trzech granitowych pylonów, częściowo oszlifowanych, osadzonych na postumencie. Na jednym z pylonów umieszczona jest głowa Sigmunda Freuda z brązu. Skromny napis głosi: SIGMUND FREUD 1856–1939.